# 2024년 대학가의 친팔레스타인 시위
2024년 대학가의 친팔레스타인 시위(영어: 2024 pro-Palestinian protests on university campuses)는 2024년 4월 17일부터 미국 전역에서 대학가를 중심으로 이스라엘-하마스 전쟁에 반대하며 일어난 일련의 시위들이다. 이 시위는 학교 측에 이스라엘으로부터 투자를 철회할 것을 요구하며 캠퍼스를 점거한 컬럼비아 대학교의 학생들을 뉴욕 경찰국이 대거 체포하면서 촉발되었다. 서로 다른 시위들에서 시위 참가자들은 이스라엘 및 그 관련 단체들과의 재정적 관계 단절, 재정적 관계에 대한 투명성, 그리고 시위자들에 대한 사면을 요구했다.
2024년 4월 22일, 뉴욕 대학교, 예일 대학교, 에머슨 칼리지, 매사추세츠 공과대학교, 터프츠 대학교를 비롯한 미국 동해안에 있는 대학교의 몇몇 학생들이 캠퍼스를 점거하기 시작했고, 뉴욕대와 예일대에서는 학생들이 대거 검거되었다. 4월 23일에는 시위가 미국 전역으로 확산되었 미국 전역의 40개 대학에서 점거 캠프가 들어서게 되었다. 이에 대응해 미국 주 경찰은 학생들을 구속했고 대학 관계자들은 학생들에게 정학 처분을 내렸다. 4월 25일에는 에머슨 칼리지와 서던캘리포니아 대학교, 텍사스 대학교에서 대규모 시위가 발생했고, 캐나다와 오스트레일리아, 유럽의 대학가로 시위가 확산되었다. 4월 27일까지 미국 내에서 대학생 900명이 체포되었고, 4월 27일까지 미국 경찰의 지속적인 단속으로 워싱턴 대학교 세인트루이스, 노스이스턴 대학교, 인디애나 대학교에서 275명의 학생이 체포되었다. 애틀랜타의 에모리 대학교에서는 대학 교수들이 구속되었고, 워싱턴 대학교 세인트루이스에서는 교직원들이 체포되었다. 4월 28일부터는 MIT, 펜실베이니아 대학교, 캘리포니아 대학교 로스앤젤레스에서 맞불 시위가 열렸다.
2024년 5월부터 시위의 양상은 미국 국내의 경우 각계각층으로 시위가 전파되었고, 세계 각국의 대학가도 시위에 동참하면서 전체적인 반전 시위 규모가 더욱 확대되었다. 실제로 2024년 5월 3일부터 미국 대학생뿐만 아니라 미국의 고등학생들도 시위에 동참하기 시작했다. 아울러 미국 이외 유럽과 일본, 대한민국, 인도 등 세계 각국의 대학가로 반전 시위가 퍼져 나갔다. 2024년 5월 8일에는 유럽 연합 직원들이 가자에서의 전쟁에 반대하는 시위를 열기도 했다.
친팔레스타인 시위의 점거로 컬럼비아 대학교와 캘 폴리 험볼트는 남은 학기 동안 건물이 폐쇄될 예정이며, 텍사스 대학교, 캘리포니아 대학교, 조지아 대학교에서는 동문들이 불신임 결의를 진행했다. 포틀랜드 주립대학교는 이스라엘과 보잉의 연계로 보잉과의 재정관계를 끊었다. 한편 아일랜드의 트리니티 칼리지는 시위대의 요구를 수용해 이스라엘 기업의 투자를 철회하고 이스라엘 대학과의 교환 프로그램도 중단하겠다고 밝혔다.
미국 대통령 조 바이든, 미국 주지사 론 디샌티스, 그레그 애벗, 조시 샤피로, 그리고 이스라엘의 총리 베냐민 네타냐후는 이 시위를 반유대주의로 보고 비판했지만 일부는 이들의 주장에 반유대주의의 무기화라고 맞섰다. 시위에 대한 경찰의 진압과정도 알렉산드리아 오카시오코르테즈와 텍사스 민주당원들의 비판을 받았다. 유대인 미국인인 버니 샌더스는 이 시위에 대해 긍정적으로 평가했다.

## 배경
이스라엘-하마스 전쟁과 관련된 집회, 시위, 캠페인 및 집회를 포함한 시위가 2023년 10월 7일 분쟁이 시작된 이후 전 세계의 다른 이스라엘-하마스 전쟁 시위와 함께 미국 전역에서 발생했다. 친팔레스타인 시위자들은 이스라엘 정부, 이스라엘의 가자 지구 침공, 그리고 일부에서 대량학살이라고 부르는 이스라엘의 전쟁 행위에 대해 미국이 군사 및 외교적으로 지원하는 것을 비난했다.

## 같이 보기
- 미국의 베트남 전쟁 반전 운동
- 가자 연대 야영

## 참조

### 내용주
1. ↑  영국, 독일, 네덜란드, 스위스, 이탈리아, 벨기에, 아일랜드 등에서 현재 시위가 진행 중이다.[14]